# Pantex Plant

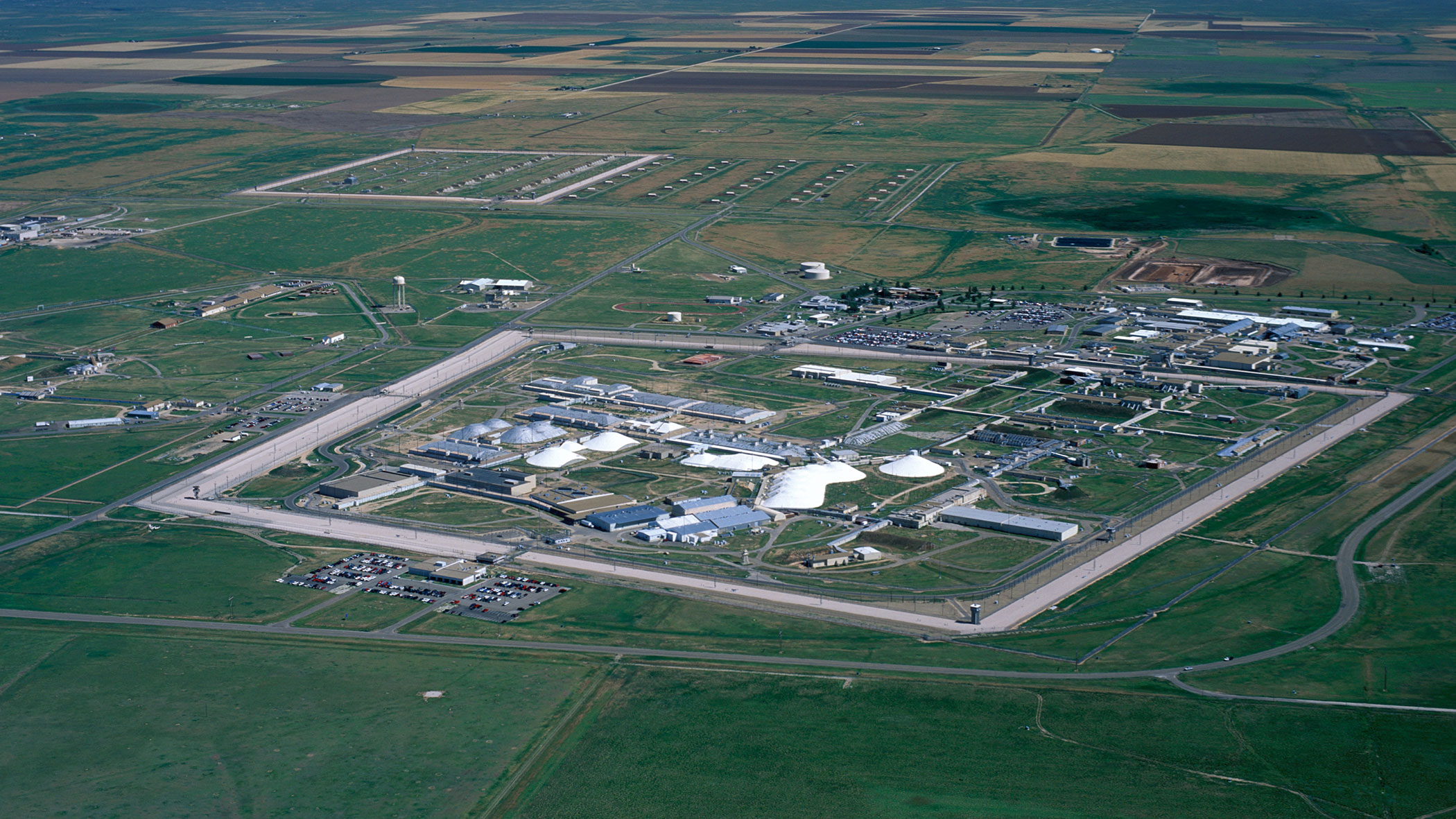
Die Pantex-Anlage

Die Werksanlage Pantex Plant bei Amarillo im Bundesstaat Texas ist ein Teil des amerikanischen Kernwaffenkomplexes. Pantex war die wichtigste Anlage zur Endfertigung von US-Kernwaffen und ist heute unter anderem mit der Instandhaltung, Modernisierung und Entsorgung von Kernwaffen betraut. Die Anlage gehört der National Nuclear Security Administration des Department of Energy und wird für diese von Babcock & Wilcox Technical Services Pantex, LLC (B&W Pantex) betrieben.

## Geschichte

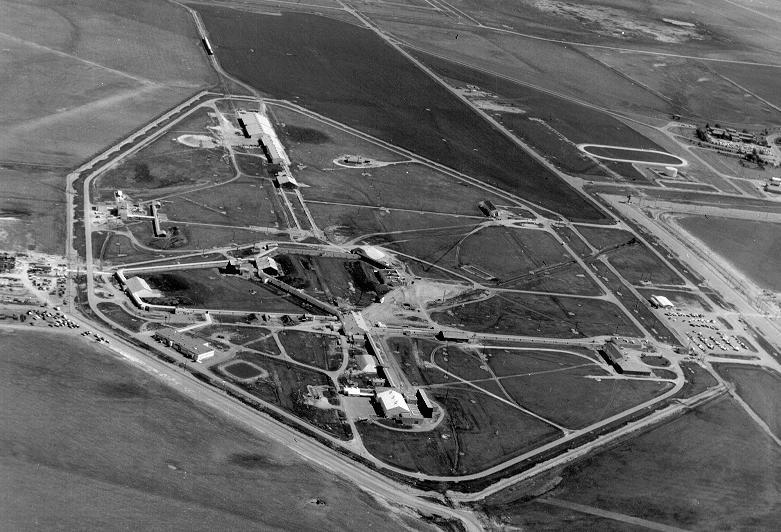
Die Pantex-Anlage

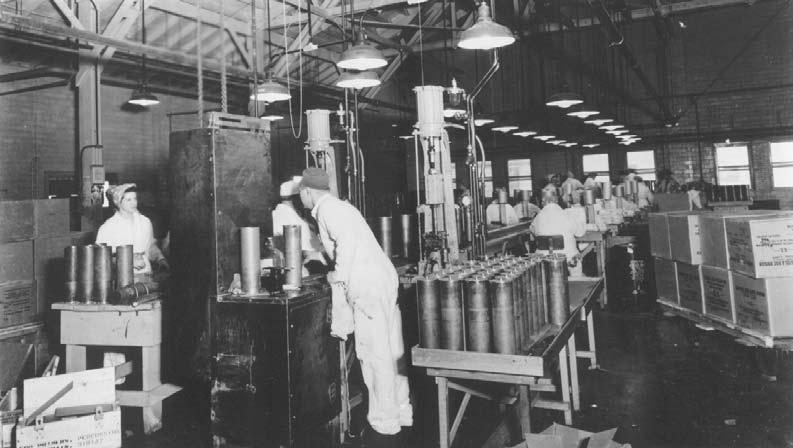
Pantex-Waffenfabrik im Jahr 1944

Die Pantex-Anlage wurde im November 1942 als konventionelle Waffenfabrik für die US Army in Betrieb genommen. In ihr wurden Bomben und Artilleriegranaten mit Sprengstoff geladen. Zu jener Zeit wurde die Fabrik von der Certain Teed Products Corporation betrieben. Mit dem Ende des Zweiten Weltkrieges wurde sie im Jahr 1945 stillgelegt. Im Jahr 1947 wurde die Anlage und dazugehörige Flächen vom Texas Technological College (heute Texas Tech University) gemietet und 1949 für einen US-Dollar gekauft, um auf ihr experimentelle Viehzucht durchzuführen.
Im Jahr 1951 nutzte die US Army auf Gesuch der Atomic Energy Commission eine Vertragsklausel, um die Hauptanlage sowie einen Teil der umliegenden Flächen vom Texas Technological College zurückzuerwerben. Nachfolgend wurde die Anlage zur Endfertigung von Kernwaffen für das Arsenal der Vereinigten Staaten umgebaut. Die Arbeiten wurde von der Firma Mason & Hanger - Silas Mason Co., Inc durchgeführt, der Vertrag für den Umbau und Erweiterung der Anlagen belief sich auf 25 Millionen US-Dollar. Zum Betrieb der Anlage wurde der erste Fünfjahresvertrag an Procter & Gamble Defense Corporation gegeben. Diese Firma lehnte eine Verlängerung des Vertrages aber ab, und so wurde ab 1956 Mason & Hanger mit dem Betreiben von Pantex beauftragt.
Im Jahr 1963 wurde die Anlage von der US Army an die Atomic Energy Commission übergeben. Danach fand eine Konsolidierung der Fertigungsanlagen für Kernwaffen in den USA statt. Die Aufgaben der Einrichtungen in Clarksville (Tennessee), Medina (Texas) und Burlington (Iowa) wurden bis 1975 an die Pantex-Anlage abgegeben und ließen diese ab jenem Jahr zur einzigen Fertigungs- und Demontageanlage von US-Kernwaffen werden. 1989 wurde auch das restliche umgebende Gelände von der Texas Tech University zurückgekauft und dient heute als Sicherheitszone. Im gleichen Jahr wurde auch die Fertigungsanlage für Plutoniumkerne für Waffen (sogenannte „Pits“) in Rocky Flats (Colorado) wegen Sicherheitsbedenken stillgelegt. Daher wurde ein neues Zwischenlager für diese Kerne notwendig und es wurde beschlossen, die Kerne auf der Pantex-Anlage zu lagern.
Die letzte neue Kernwaffe von Pantex wurde 1991 fertiggestellt. Danach verschob sich der Schwerpunkt der Tätigkeiten zur Demontage, Instandhaltung und Modernisierung vorhandener Waffen des US-Arsenals.

## Heutige Aufgaben
Die heutige Aufgabe der Pantex-Anlage wird in drei Bereiche unterteilt: Arbeiten für das Stockpile-Stewardship-Programm, Tätigkeiten im Rahmen der Nichtweiterverbreitung von Kernwaffen (Nonproliferation) und Tätigkeiten im Rahmen von Schutz und Sicherheit. Dies sind im Detail:
- Stockpile Stewardship

Prüfen, Nachrüsten und Reparieren von Kernwaffen im Rahmen von Einsatzzeitverlängerungsprogrammen und der Zertifizierung von Waffenzuverlässigkeit und -sicherheit
Entwicklung, Testen und Herstellen von hochexplosiven Sprengstoffen
- Nonproliferation

Demontage von ausgemusterten Kernwaffen
Lagerung von Plutoniumkernen
Reinigen von Komponenten demontierter Kernwaffen
- Schutz und Sicherheit

Schutz von Angestellten, Anlagen, Materialien und Informationen
In den 1990er Jahren lag die Anzahl demontierter Waffen bei mehr als 1000 pro Jahr. Bis zum Jahr 2003 war die Zahl bis auf 100 gesunken und nachfolgend bis 2008 auf etwa 300 pro Jahr angestiegen. Derzeit sind an der Pantex-Anlage etwa 14.000 Plutoniumkerne (etwa 38 t Plutonium) aus alten Waffen eingelagert und die Lagerkapazitäten der bestehenden Anlagen sind weitgehend ausgeschöpft. Erweiterungen sind nötig, um zukünftig weitere Kerne einlagern zu können.
Die Plutoniumkerne werden in geschlossenen Edelstahlcontainern gelagert, welche wiederum in 60 Bunkern („Iglus“) eingelagert werden. Jedes Iglu kann 240 bis 400 Kerne aufnehmen. Ein Teil des metallischen Plutoniums aus den Kernen sollte in Plutoniumoxid umgewandelt werden und in Savannah River Site zu MOX-Brennelementen für Kernkraftwerke verarbeitet werden. Weitere Kerne sollen als strategische Reserve erhalten bleiben.